# Arabia Petraea

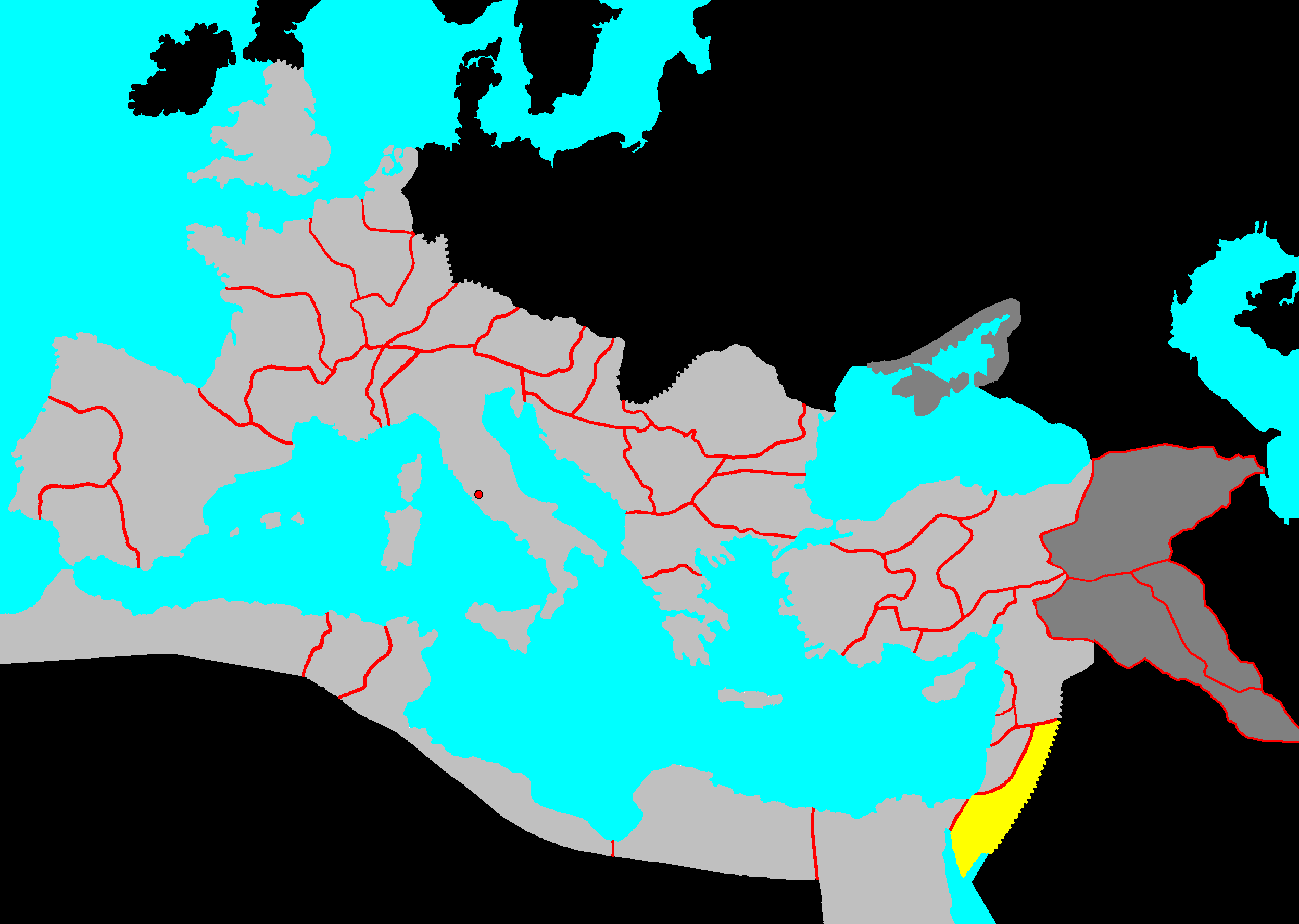
Lage der Provinz

Römische Provinzen unter Trajan (117 n. Chr.)

Arabia Petraea war eine Provinz des Römischen Reiches. 
Sie wurde nach der Annexion des Nabatäerreichs und dessen Hauptstadt Petra durch Kaiser Trajan eingerichtet: Der Statthalter der Provinz Syria, Aulus Cornelius Palma Frontonianus, fiel mit römischen Truppen in das Reich der Nabatäer ein und unterwarf diese innerhalb kurzer Zeit militärisch. Trajan ließ aus diesem Anlass Münzen mit der Legende ARABIA ADQVISITA prägen. Datieren lässt sich die Einrichtung der Provinz auf 106 n. Chr., da dieses Jahr für das Gebiet den Beginn einer neuen Zeitrechnung markierte. Die Hintergründe der Annexion sind unklar; erwogen werden ökonomische Motive, Befriedungsmaßnahmen aufgrund wachsender Unruhen bei den Nabatäern oder auch langfristige strategische Vorbereitungen für den Krieg gegen die Parther, den Trajan wenige Jahre später begann.
Arabia Petraea gehörte zu den kaiserlichen Provinzen und wurde von einem Legaten in praetorischem Rang verwaltet, der von einem Prokurator aus dem Ritterstand unterstützt wurde. Das Gebiet der Provinz umfasste in etwa die Sinai-Halbinsel und den Westen des heutigen Jordanien. Ihre Nachbarprovinzen waren Aegyptus im Westen, Iudaea (seit 135 Syria Palaestina) im Nordwesten und Syria im Norden. Im Süden stieß sie an den Golf von Akaba und Arabia Felix sowie im Osten an die Arabische Wüste und Arabia Deserta. Unklar ist, wo sich der Statthaltersitz befand; in Frage kommen sowohl Bostra im heutigen Syrien als auch Petra. In Gerasa scheint der kaiserliche Prokurator residiert zu haben, doch ist auch dies bislang nicht abschließend gesichert.
Im Zuge der Verwaltungsreform Kaiser Diokletians wurde die Provinz am Ende des 3. Jahrhunderts unter dem Namen Arabia der Diözese Oriens zugeordnet. Mit dieser fiel sie in der so genannten Reichsteilung von 395 an Ostrom. Im 7. Jahrhundert wurde das Gebiet dann von muslimischen Arabern erobert (Schlacht am Jarmuk 636), was das Ende der Provinz Arabia bedeutete.

## Römische Auxiliareinheiten
Nach der Annexion des Nabatäerreichs wurden zunächst die folgenden Auxiliareinheiten aus der Stadt Petra und ihrer Umgebung rekrutiert:
- Cohors I Ulpia Petraeorum
- Cohors II Ulpia Petraeorum
- Cohors III Ulpia Petraeorum
- Cohors IV Ulpia Petraeorum
- Cohors V Ulpia Petraeorum
- Cohors VI Ulpia Petraeorum

Im Laufe der Zeit verloren die Einheiten allerdings ihren arabischen Charakter.